# Theodore Dalrymple

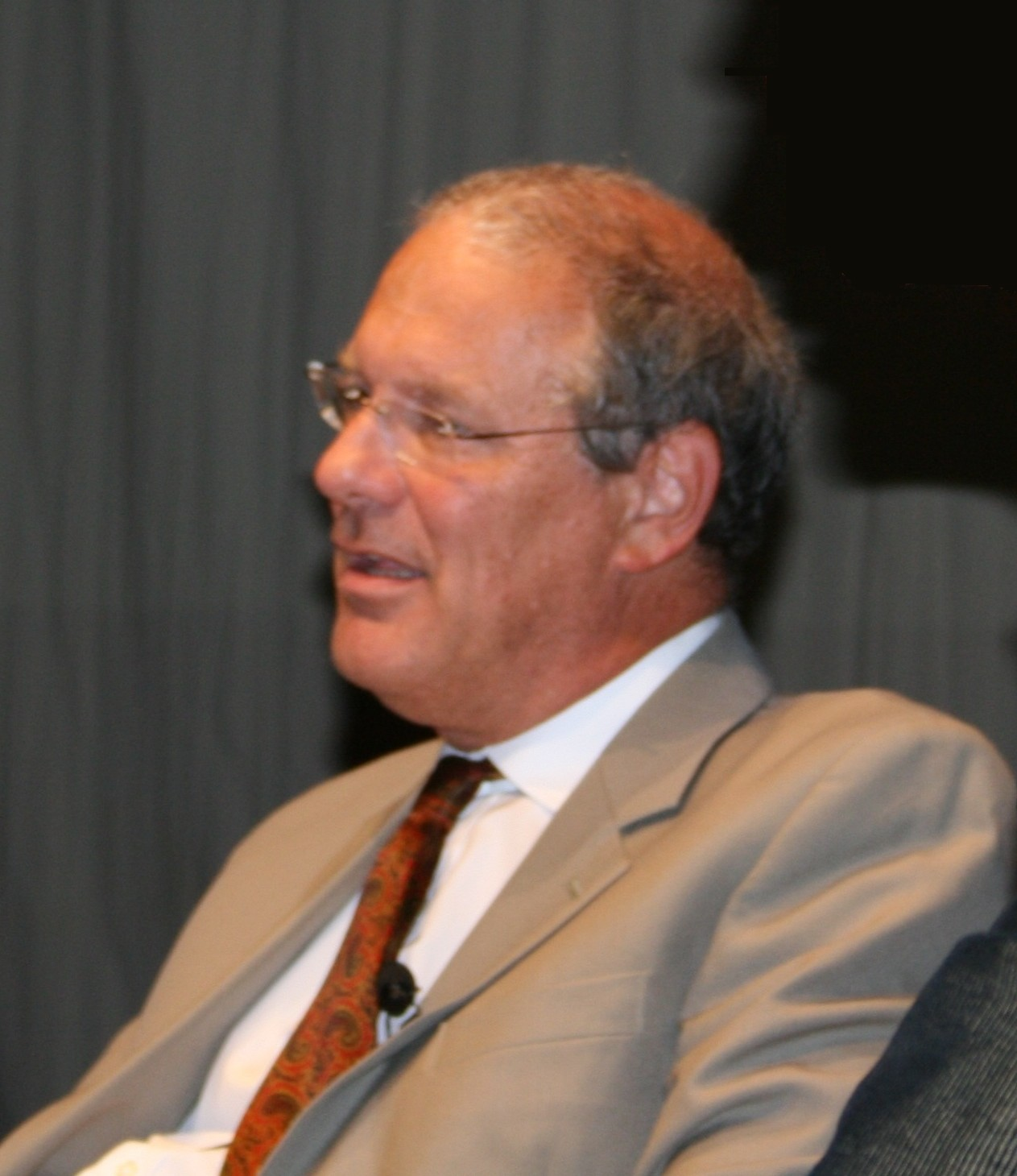
Anthony Daniels (2007).

Anthony (A.M.) Daniels ( *11 de octubre de 1949) es un escritor y facultativo (médico de prisión y psiquiatra) inglés que a menudo publica bajo el seudónimo de Theodore Dalrymple. Suele escribir sobre cultura, arte, política, enseñanza y medicina tanto en Gran Bretaña como en el resto del mundo, y debe gran parte de su fama a su oposición a las políticas progresistas y liberales en esos campos. Aunque ya se ha jubilado como médico, trabajó como tal y como psiquiatra en Zimbabue y Tanzania, y más recientemente en una cárcel y un hospital público de Birmingham, en el centro de Inglaterra. Ha viajado por muchos países de África, América del Sur, Europa Oriental, etc.
Daniels ha revelado en sus escritos que su padre fue un activista comunista, mientras que su madre nació en Alemania y emigró al Reino Unido como refugiada del régimen nazi. En sus comentarios, Daniels suele argumentar que las ideas progresistas dominantes en los círculos intelectuales occidentales tienden a quitar importancia a la responsabilidad del individuo por sus propias acciones y a socavar los valores tradicionales, contribuyendo a la formación en los países ricos de una vasta clase marginal caracterizada por una violencia endémica, criminalidad, promiscuidad sexual, dependencia de los subsidios y abuso de las drogas. También afirma que el abandono por la clase media de sus ideales tradicionales de cultura y comportamiento ha producido con su ejemplo un barbarismo y una ignorancia irremisibles entre los miembros de la clase trabajadora.
Dalrymple entiende que el ser humano es un ser falible, en constante esfuerzo por no caer en la adicción, el egoísmo y la inmoralidad. La concepción religiosa de que el hombre es una criatura impregnada de pecados y vicios es mucho más acertada que la concepción utópica de que es posible perfeccionar al hombre mediante la tecnología o el simple devenir de la Historia.
La civilización, para Dalrymple, no significa necesariamente una sociedad urbanizada y burocrática. Sino más bien un arreglo social que promueva la excelencia intelectual y moral del hombre. Lo opuesto a la civilización es la barbarie, que engloba la tiranía, el genocidio, la banalización del mal y el fundamentalismo ideológico-religioso.
Theodore cree que la civilización abarca un amplio espectro de actividades: desde el hombre que barre las calles hasta el artista. Este amplio conjunto de actividades cooperativas permite al hombre alcanzar una vida material y mental muy superior a aquella de la que está natural e individualmente dotado. El autor ve la actual desconfianza en el término "civilización" como un signo de decadencia cultural.
El estado natural de la condición humana es la pobreza, la ignorancia y la anarquía. Sólo con mucho esfuerzo ya través de la ayuda civilizadora (que comprende una serie de conocimientos y tradiciones heredados), el hombre puede alcanzar la riqueza, la inteligencia y la tranquilidad. Dalrymple también entiende que los logros de la civilización no son inamovibles y pueden perderse con el tiempo. Además, la represión de ciertos instintos y apetitos a favor de la moderación en la conducta humana es una condición necesaria para la vida colectiva.
De esta manera, Theodore Dalrymple critica la idea marxista de la evolución histórica, que el futuro conducirá inevitablemente a una sociedad mejor. Para ello, el autor utiliza el argumento de que los índices de criminalidad en Inglaterra aumentaron a un ritmo muy superior al de la población de ese país en los siglos XX y XXI. A pesar de los enormes avances económicos y de calidad de vida, se cometen más delitos.
Falibilidad humana.
Dalrymple entiende que el ser humano es un ser falible, en constante esfuerzo por no caer en la adicción, el egoísmo y la inmoralidad. La concepción religiosa de que el hombre es una criatura impregnada de pecados y vicios es mucho más acertada que la concepción utópica de que es posible perfeccionar al hombre mediante la tecnología o el simple devenir de la Historia.
Aunque a veces se le tacha de misántropo, Daniels rechaza la acusación y sus defensores afirman que su obra se basa en una filosofía conservadora opuesta a los excesos ideológicos y partidaria del escepticismo, el racionalismo y el empirismo.
En 2005 abandonó Inglaterra (junto con su esposa) para establecerse en Francia, donde piensa seguir escribiendo. Sus columnas suelen aparecer en el semanario británico The Spectator y la revista trimestral estadounidense City Journal, editada por el Manhattan Institute.
Ha colaborado con el Social Trends Institute (New York-Barcelona) en un encuentro de expertos celebrado en la Universidad de Princeton en mayo de 2007 y que se tituló "Rethinking Business Management".

## Citas
- "Al fin y al cabo, no recibieron una formación superior, por lo que no tienen cultura; no hay religión ni fe en que el país tenga un fin transcendente; les queda muy poco; en realidad viven en su propia telenovela." Sobre las personas "en el fondo de la escala social" en Gran Bretaña.

- "Nunca he comprendido la creencia progresista en que, si hubiera más justicia en el mundo, habría menos presos en lugar de más."

- "El resentimiento es una de las pocas emociones que nunca te decepcionan, pero es inservible. Peor aún, es perjudicial, y todos sufrimos de él en algún momento de nuestras vidas." Podcast de CBC Ideas

- "Quienes rechazan la responsabilidad de sus propias acciones usan un lenguaje que los presenta como víctimas pasivas de las circunstancias."

## Obras
- Coups and Cocaine: Two Journeys in South America (1986)
- Fool or Physician: The Memoirs of a Sceptical Doctor (1987)
- Zanzibar to Timbuktu (1988)
- Sweet Waist of America: Journeys around Guatemala (1990)
- The Wilder Shores of Marx: Journeys in a Vanishing World (editado en EE. UU. como Utopias Elsewhere) (1991)
- Monrovia Mon Amour: A Visit to Liberia (1992)
- If Symptoms Persist: Anecdotes from a Doctor (1995)
- So Little Done: The Testament of a Serial Killer (1996)
- If Symptoms Still Persist (1997)
- Mass Listeria: The Meaning of Health Scares (1998)
- An Intelligent Person's Guide to Medicine (2001)
- Life at the Bottom: The Worldview That Makes the Underclass (2001)
- Our Culture--What's Left of It (2005)[5]
- Romancing Opiates: Pharmacological Lies And The Addiction Bureaucracy (2006)
- In Praise of Prejudice: The Necessity of Preconceived Ideas (2007)
- Spoilt Rotten: The Toxic Cult of Sentimentality (2010)[6][7]